# محمد علي همايون كاتوزيان
محمد علي همايون كاتوزيان (بالفارسية: محمدعلی همایون کاتوزیان) (و. 1942 – م) هو عالم اقتصاد، وكاتب، وبروفسور، ومؤرخ، وناقد أدبي من إيران . ولد في طهران .

## التعليم
تعلم في جامعة برمنجهام، وUniversity of Kent، وجامعة لندن